# Rabbi Jischmael
Rabbi Jischmael (hebräisch רבי ישמעאל בן אלישע; geboren ca. 70; gestorben ca. 135) war ein Tannait (d. h. Lehrer der Mischna) der dritten Generation und Freund von Rabbi Akiba. Ihm werden die 13 Middot (Auslegungsregeln) zugeschrieben, 13 ist die traditionell angegebene Zahl, bei ungezwungener Zählung wären es eher 16 Regeln; die Geschichtlichkeit der Zuschreibung ist unsicher.

## Leben
Rabbi Jischmael war zunächst ein Schüler von Rabbi Jehoschua ben Chananja, der ihn aus Gefangenschaft freikaufte. Später lernte er bei R. Nechunja ben haQana (Nechonja ben ha-Qana oder auch ha-Qane, Bedeutung des Namens unklar; bedeutend in der Hechalotliteratur; in der Kabbala wird er als Verfasser des Sefer ha-Bahir angesehen; Jischmael soll von Nechunja die Vorliebe für die Anwendung der Regel vom Allgemeinen und Besonderen haben) und Rabbi Elieser ben Hyrkanos. Dort knüpfte er feste Freundschaftsbande mit Rabbi Akiba, seinem großen Kontrahenten in Fragen der Halacha. Ursprünglich stammte er aus Kfar Asis in Südjudäa, an der Grenze nach Edom. Von dort ging er nach Javne. Als der Sanhedrin nach Uscha zog, folgte er gleichfalls.

## Lehre
Das Studium beruht nach der Methode von Rabbi Jischmael auf dem einfachen Textsinn und der Logik, nicht auf scharfsinnigen Ausdeutungen von (scheinbar) überflüssigen oder fehlenden Buchstaben. Letzteres entspricht dem System der Auslegungen von Rabbi Akiba, während Rabbi Jischmael betonte, dass „die Bibel nach Menschenart redet“ (Sifre Num § 112, H. 121). Inhaltlich ragt aus seiner Lehre sein Eintreten zugunsten von Kriegswitwen hervor, ebenso die Ermöglichung des Verbleibens von Juden im Land Israel. Im Falle von Lebensgefahr soll er sogar Götzendienst erlaubt haben (bSanhedrin 74a). Rabbi Jischmael widmete sich aber auch verstärkt dem Midrasch. Seiner Schule werden die Mechilta und Sifre zugeschrieben. Im Talmud findet sich häufig die Formel „Lehre des Hauses von Rabbi Jischmael“ (תנא דבי רבי ישמעאל), um eine Baraita eines Gelehrten aus der Schule Rabbi Jischmaels einzuleiten.
Jischmaels Auslegungsregeln, die im Wesentlichen nur eine erweiterte Fassung der sieben Middot Hillels sind – nur die
„13.“ Regel ist neu: Ein dritter Schriftvers entscheidet einen Widerspruch zweier vorhergehender, sich widersprechender Schriftverse –, stehen im Judentum in sehr hohem Ansehen und bilden sogar einen Bestandteil des täglichen Morgengebets. Zahlreiche jüdische Gelehrte erklären sie als vom Sinai her überliefert.
Jischmael, der priesterlicher Herkunft war, soll auch mystische Schriften verfasst haben, darunter Maase Bereschit über die Schöpfungsgeschichte und Maase Merkawa über die Vision der Merkaba. Sein Name taucht auch in der älteren kabbalistischen Literatur, in den „Hechalot“, auf.
Seine wichtigsten Schüler waren Rabbi Joschija, Rabbi Jonatan und eventuell Abba Chanin (Chanan).

## Literatur (Auswahl)

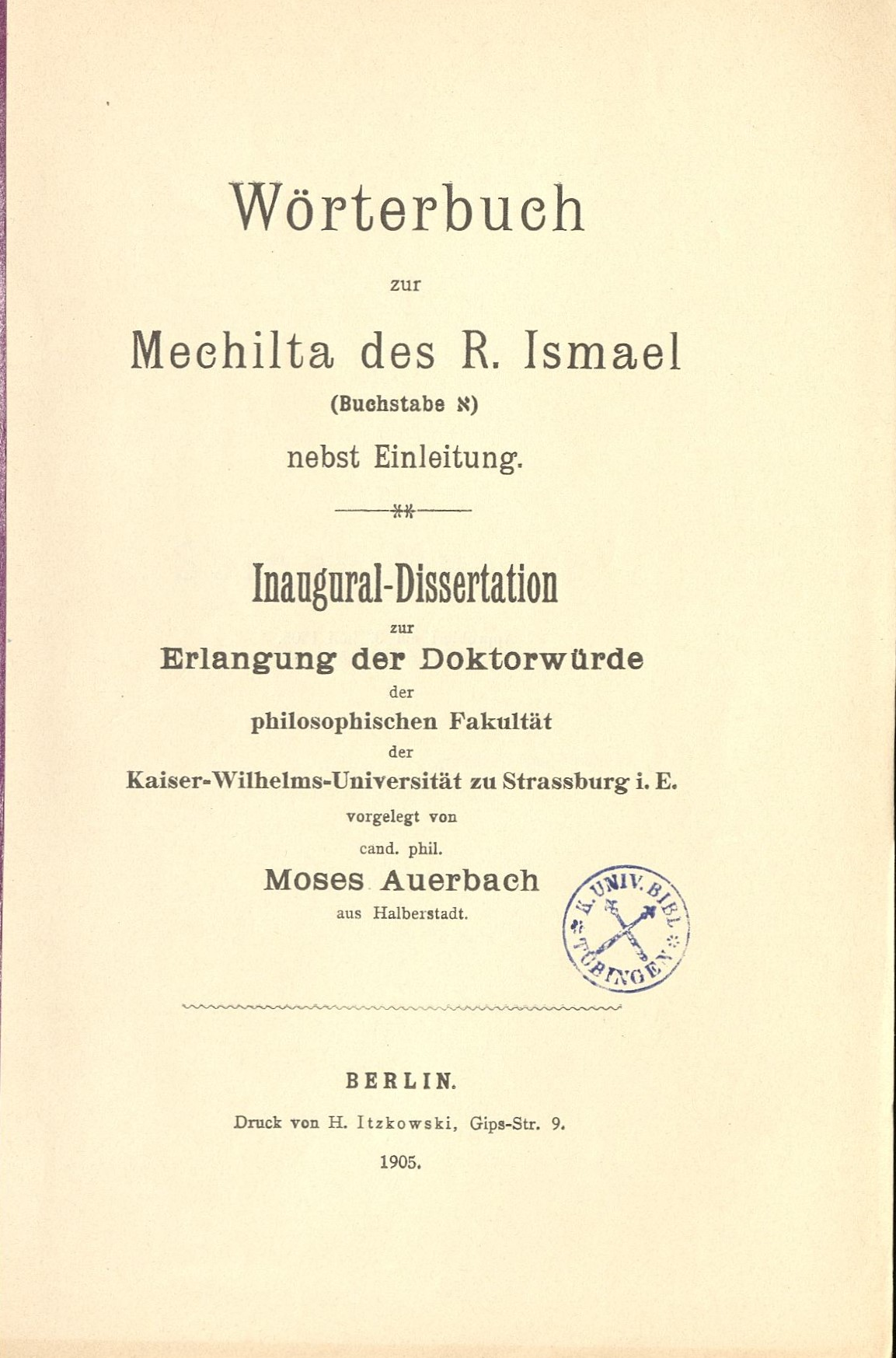
Moses Auerbach, Dissertation Straßburg 1905